# 科尔托纳主教座堂

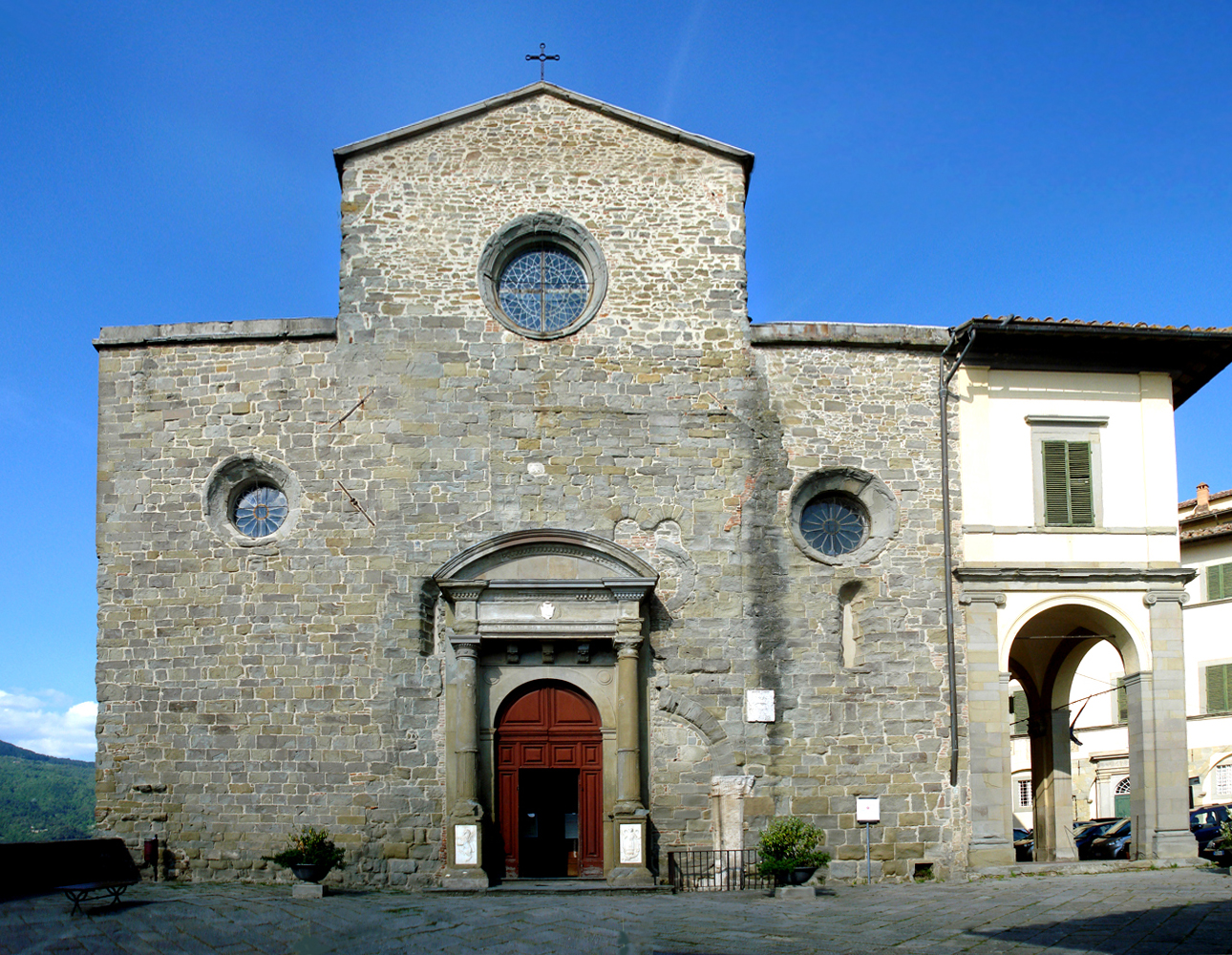
立面

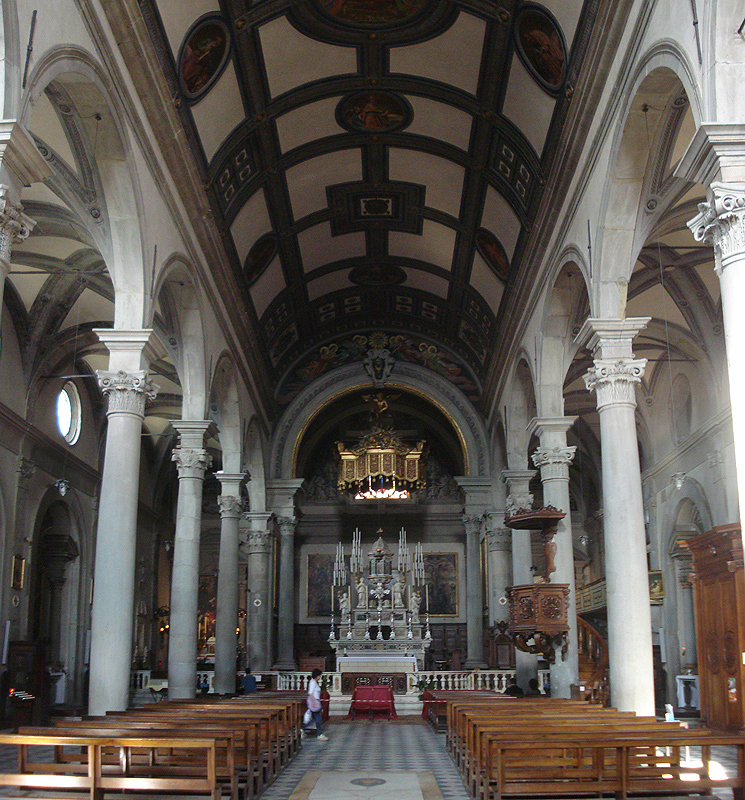

科尔托纳圣母升天主教座堂（義大利語：Duomo di Cortona, Concattedrale di Santa Maria Assunta）原是天主教科尔托纳教区的主教座堂（1507 - 1986年），现在是天主教阿雷佐-科尔托纳-圣塞波尔克罗教区的共主教座堂，位于意大利中部托斯卡纳大区的科尔托纳。

## 历史
这座教堂建于一座古罗马神庙的遗迹之上，在11世纪建于记载。1325年，从阿雷佐教区分出科尔托纳教区，但当时没有选择现在的主教座堂，而是在郊区的San Vincenzo堂，只是毗邻的建筑被用作主教住所。1507年，教宗儒略二世将主教座堂迁此。此前，内部在15世纪后期进行了翻新。解决了异常并将主教的席位从圣文森佐堂转移。

## 说明
原始中世纪教堂的外观大多被后来的添加物所掩盖，例如中殿的18世纪桶形拱顶天花板，于19世纪后期由当地艺术家 乔瓦尼布鲁纳奇重新绘制；在同一时期，还添加或改造了椭圆形窗户、凯旋门和地面。现在能见到的最古老元素是在罗马式立面：有柱子和一部分拱廊。
教堂有一个中央中殿和两个走道，由带有菲利波·布鲁内莱斯基风格的柱子隔开。南侧有一座建于16世纪后期的凉廊。钟楼建于同一世纪中叶。 
内部的艺术品包括“牧羊人的崇拜”，是皮埃特羅·達·科爾托納及其助手的作品（约 1663 年）；安德里亚·康莫迪的“祝圣圣救主堂” （1607年，在18世纪后期被带到这里）；以及托马索·伯纳贝（1528-1529）的“圣灵降临”。教区博物馆收藏了以前在主教座堂中的作品，包括彼得洛伦泽蒂的“Maestà”（1320 年之前），以及文艺复兴时期 的挂毯和圣物箱。